# Sir Gaheris

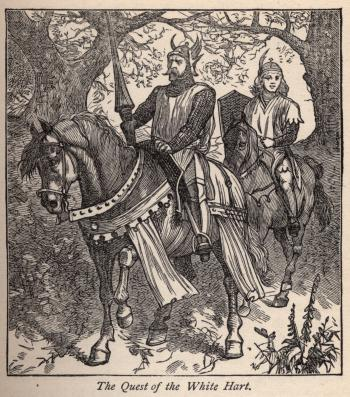
Gaheris en la búsqueda del cievo blanco

Gaheris es una de las figuras del mito artúrico: un caballero de la Mesa Redonda, hijo de Morgause y el Rey Lot de Orkney y Lothian. Sus medio hermanos son Gawain, Agravain, Gareth y su hermano Mordred. Su madre es una de las hijas de Gorlois e Igraine, y hermana de Elaine y Morgana. También es la hermana mayor, por parte de madre, de su medio hermano el Rey Arturo. En Varios escritos se le mostró como el ejecutor de Camelot y el causante de la caída de 270 Traidores a la corona, con un presunto gusto ante su propio rey (Pena Capital en aquella época) se desconoce sus relaciones con otros caballeros de la mesa redonda aparte de Mordred, con el cual se describía tener relaciones incestuosas.
En La muerte de Arturo de Sir Thomas Malory, Gaheris es escudero de su hermano mayor Gawain, cuyo fiero temperamente ayudó a moderar antes de ser nombrado caballero. Participa en el asesinato del Rey Pellinore, la persona que mató a su padre, y de Sir Lamorak, hijo de Pellinore y amante de la madre de Gaheris. Más notorio fue el asesinato de su propia madre, Morgause, tras cazarla en flagrante delito con el joven y guapo Lamorak de Gales. Gaheris acaba con su madre, pero Lamorak escapa. Después de ser perseguido por él y todos sus hermanos, excepto Gareth, consiguen tenderle una emboscada en la que Mordred lo acuchilla por la espalda. Según Malory, Lamorak es el más grande caballero solo por detrás de Lancelot y Tristán. Este acto de venganza se considera cobarde y una mancha para el honor de los hermanos de las Orkney. Cuando Arturo y sus hermanos descubren que Gaheris es el asesino de Morgause, es expulsado de la corte.
Gaheris es muerto accidentalmente por Lancelot durante el rescate de la Reina Ginebra. Gaheris no tiene nada que ver con el complot de Agravain y Mordred para atrapar a Lancelot y Ginebra, y cuando Arturo pide a los hermanos de las Orkney que protejan la ejecución de la Reina, Gaheris y Gareth, se muestran de acuerdo a regañadientes, mientras que Gawain rehúsa. Declinan el llevar armadura, y Lancelot, incapaz de distinguir amigos de enemigos ciego por la furia, acaba con los desarmados príncipes. Gawain, furioso e indignado por este terrible hecho, destruye la Tabla Redonda. 
Gaheris es a menudo poco más que un personaje de apoyo para sus hermanos Gawain y Gareth, siendo la excepción el asesinato de Morgause, los autores modernos como T. H. White atribuyen el acto a Agravain en su lugar. Incluso se casa con la hermana de Gareth, Lyonors, la altiva damisela Lynette. Esto podría deberse a que Gaheris y Gareth son el mismo personaje en origen. Como sus nombres en francés Guerrehes (Gaheris) y Gaheriet (Gareth), son fáciles de confundir, muchas de las aventuras de los hermanos tienden a intercambiarse. Además ambos hermanos podría corresponderse con Gwalchmai pa Gwyar, personaje de la mitología galesa que tradicionalmente se ha identificado con Gawain, el personaje de Gwalchafed, es la más que probable fuente de Gaheris y Gareth si, efectivamente, se derivan de Gwalchmai.